# Macrobathra proxena
Macrobathra proxena is een vlinder uit de familie prachtmotten (Cosmopterigidae). De wetenschappelijke naam van deze soort is voor het eerst geldig gepubliceerd in 1914 door Edward Meyrick.
De soort komt voor in tropisch Afrika.